# Faro de Bonanza
El faro de Bonanza es un faro situado en el municipio español de Sanlúcar de Barrameda, en la provincia de Cádiz. Se encuentra ubicado en la desembocadura del río Guadalquivir y es utilizado para guiar la navegación hasta el puerto de Sevilla. La función original del faro de Bonanza fue la de marcar una enfilación con el faro de San Jerónimo, actualmente en desuso. 

## Historia
Fue proyectado por el ingeniero Jaime Font en 1864, autor de otros faros de la zona.
En sus inicios el Faro de Bonanza funcionaba con gas acetileno, aunque en 1952 se electrificó la linterna y se aumentó su alcance a 14 millas de distancia. En 1982 empezó a prestar servicio como baliza, por lo que se vio reducido su alcance de visibilidad hasta las 5 millas. La última actualización del faro fue llevada a cabo en 2000, cuando se incorporó un proyector de tecnología LED. La gestión y propiedad del mismo corresponde a la Autoridad Portuaria de Sevilla, organismo público responsable de la gestión del Puerto de Sevilla, de titularidad estatal, y de la Eurovía Guadalquivir (E-60.02).